# Eljero Elia
Eljero George Rinaldo Elia (n. 13 februarie 1987 în Voorburg) este un fost jucător de fotbal neerlandez de origine surinameză, care a jucat ultima dată pentru ADO Den Haag. A făcut parte din echipa națională de fotbal a Țărilor de Jos la Campionatul Mondial de Fotbal 2010. Înainte de transferul la Hamburg în 2009 a jucat pentru ADO Den Haag și FC Twente. În 2009 Elia a primit premiul Johan Cruijff Award pentru „Young Player of the Year” în Țările de Jos.

## Goluri internaționale
| # | Data              | Stadion                  | Adversar | Scor | Rezultat | Competiția |
| - | ----------------- | ------------------------ | -------- | ---- | -------- | ---------- |
| 1 | 9 septembrie 2009 | Glasgow, Scoția          | Scoția   | 0-1  | 0-1      | 2010 WCQ   |
| 2 | 5 iunie 2010      | Amsterdam, Țările de Jos | Ungaria  | 5-1  | 6-1      | Amical     |